# Antonio Gargiulo

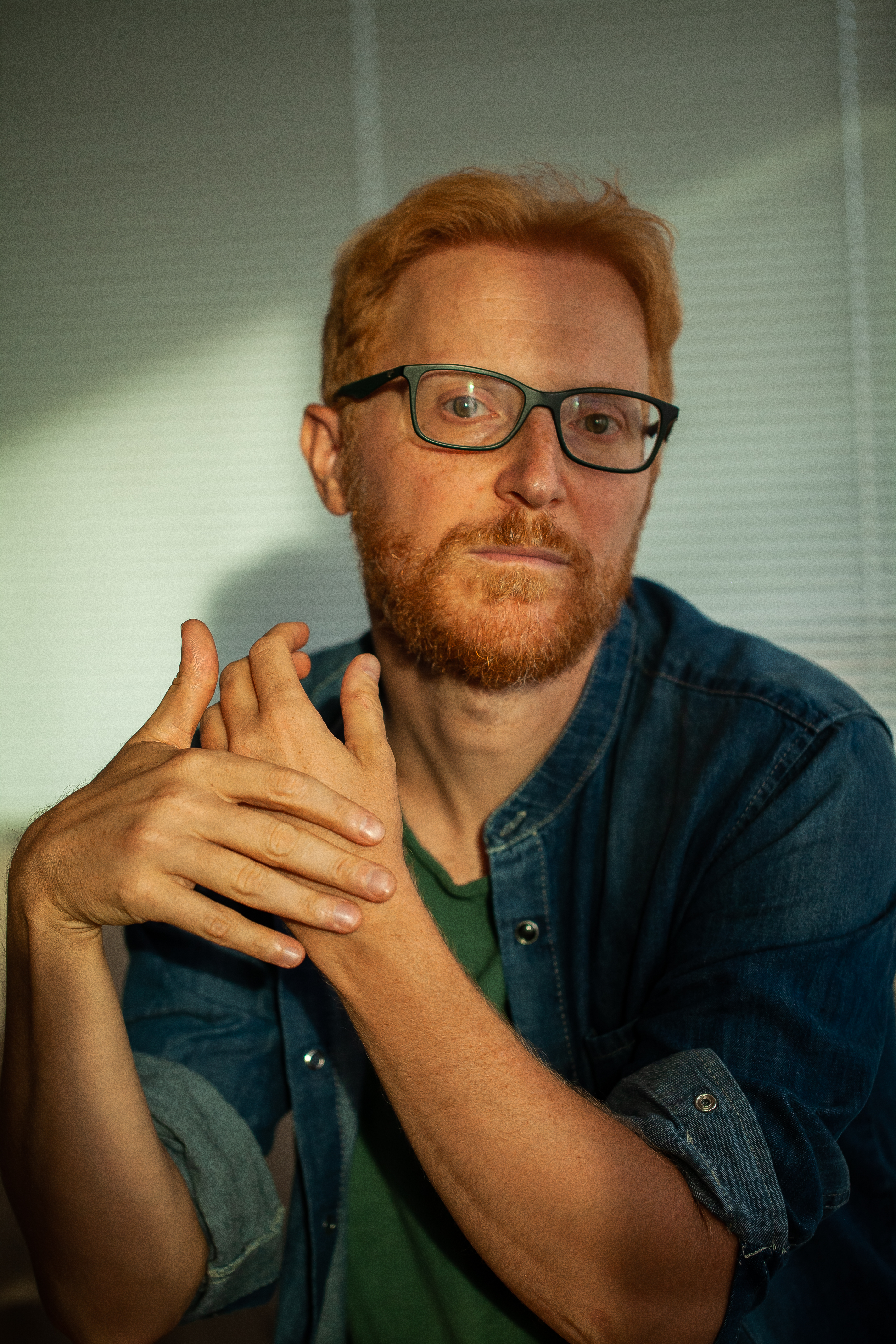
Antonio Gargiulo (2022)

Antonio Gargiulo (Napoli, 15 settembre 1981) è un attore italiano.

## Biografia
Nasce a Napoli, studia recitazione a Roma. 
Nei primi anni di carriera lavora soprattutto in teatro diretto da Giancarlo Sepe, Leonardo Petrillo, Andrea De Rosa, Andrej Končalovskij. Il suo primo ruolo televisivo lo ottiene nel 2010 nella serie tv RAI La nuova squadra.  Prende poi parte a I Cesaroni, Che Dio ci aiuti, Un medico in famiglia, È arrivata la felicità, Don Matteo, Un passo dal cielo, La porta rossa.
Nel 2019 ottiene il ruolo di Saro Levante in Gomorra - La serie, che lo vedrà fra i protagonisti della quarta e quinta stagione. Al cinema viene diretto tra gli altri da Andrej Končalovskij e Massimiliano Bruno  . Dal 2022 è tra i protagonisti della serie Il re con Luca Zingaretti.

## Filmografia

### Cinema
- E tu..., regia di Marie Marleand (2015)
- The fragile friend, regia di Salvatore Vitiello (2017)
- Sulla mia pelle, regia di Alessio Cremonini (2018)
- Il peccato - Il furore di Michelangelo, regia di Andrej Končalovskij (2019)
- Inexistenzia, regia di Salvatore Vitiello (2021)
- Ritorno al crimine, regia di Massimiliano Bruno (2021)
- Ipersonnia, regia di Alberto Mascia (2022)

### Televisione
- La nuova squadra - serie TV (2010)
- I Cesaroni - serie TV (2012)
- Che Dio ci aiuti - serie TV (2013)
- Un medico in famiglia - serie TV (2014)
- È arrivata la felicità - serie TV (2015)
- Don Matteo - serie TV (2015)
- Un passo dal cielo- serie TV (2016)
- La porta rossa - miniserie TV (2018)
- Gomorra - La serie - serie TV (2019-2021)
- Il re – serie TV (2022-2024)
- Clan - Scegli il tuo destino – serie TV (2024)
- Never too late – serie TV (2024)

## Teatro
- Napoletango, regia di Giancarlo Sepe (2011)
- Gli innamorati immaginari, regia di Leonardo Petrillo (2012)
- Il Simposio, regia di Andrea De Rosa (2013)
- Dignità autonome di prostituzione, regia di Luciano Melchionna (2013)
- La bisbetica domata, regia di Andrey Konchalovsky (2014)
- Edipo a Colono, regia di Andrey Konchalovsky (2015)
- L'anima sotto la città, regia di Leonardo Petrillo (2016)
- Van Gogh - La discesa infinita, regia di Paola Veneto (2017)
- Sogno di una notte di mezza estate, regia di Massimiliano Bruno (2018)
- La Chunga, regia di Pappi Corsicato (2020)
- L'inferno, regia di Giuseppe Bisogno (2021)
- Van Gogh - La discesa infinita, regia di Paola Veneto (2022)